# Sinthusa chandrana
Sinthusa chandrana är en fjärilsart som beskrevs av Moore 1882. Sinthusa chandrana ingår i släktet Sinthusa och familjen juvelvingar. Inga underarter finns listade i Catalogue of Life.

## Bildgalleri

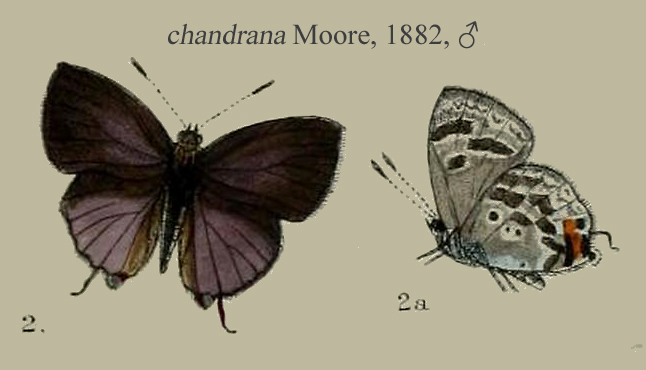
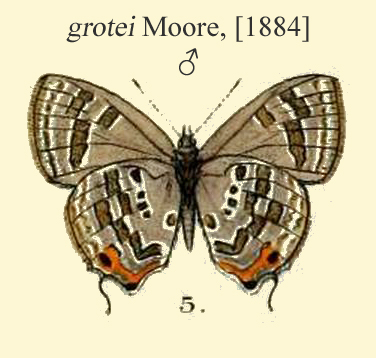
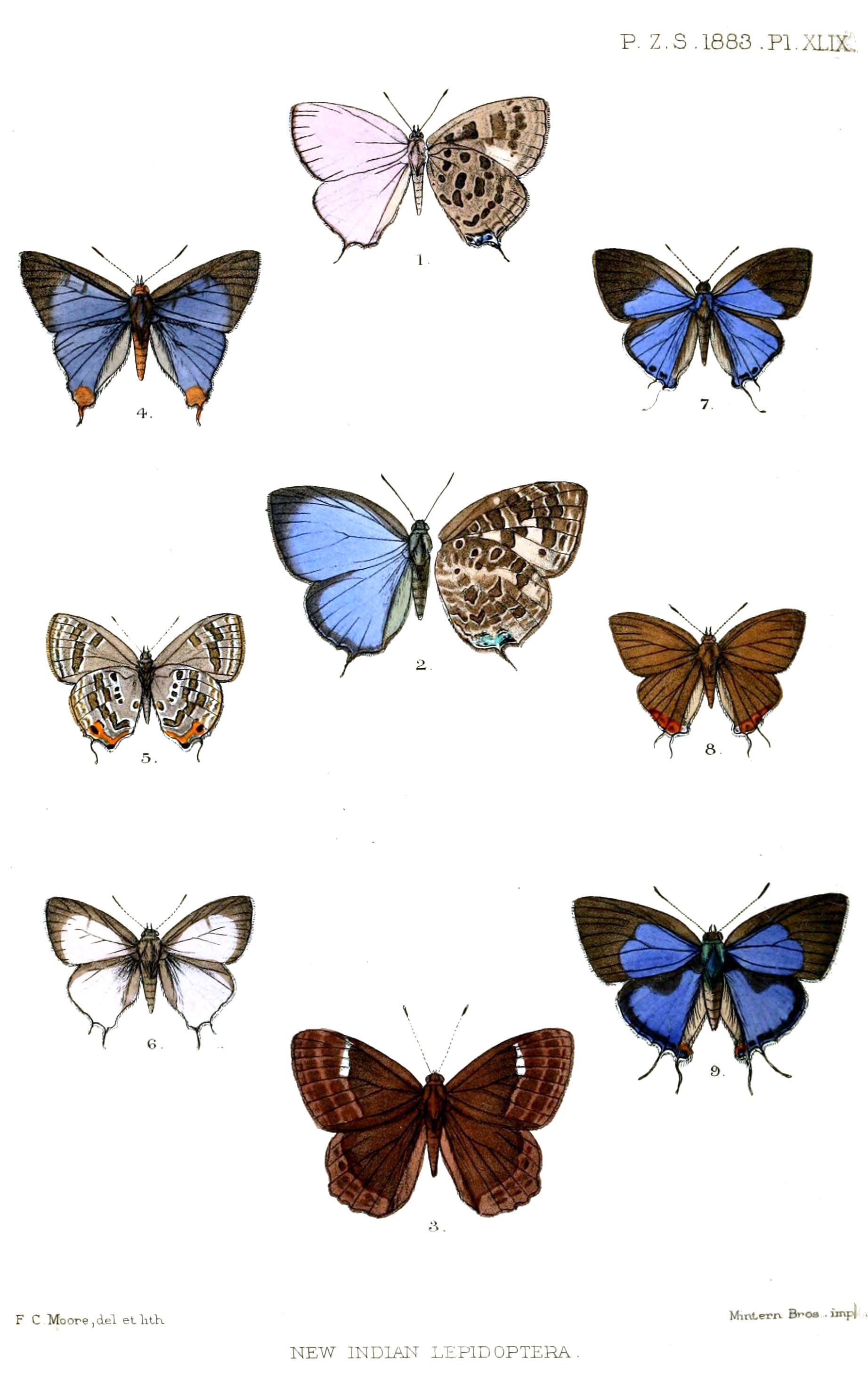